# Сузуки X90
Suzuki X90 (известен още като Suzuki Vitara X-90 и SUV Cabrio) е японски представител на малките „градски“ пълноприводни джипове (SUV). Основната разлика от моделите на другите фирми е двуместната кабина. Това има своите предимства, защото осигурява по-голям багажник.

Има 4-цилиндров, редови двигател с работен обем на двигателя 1590 cm³. Максималната му мощност е 70 kW (95 к.с.) при 5600 min−1. Максималният въртящ момент е 132 Nm при 4000 min−1. Масата е 1134 kg, а полезният товар – 226 kg. Максималната скорост е 150 km/h, ускоряването от 0 до 100 km/h става за 12,8 s. Минималния разход на гориво е 7,2 l, максималният – 13,1 l. Средният е 10,2 l, като с един резервоар може да се изминат 412 km.